# Passover Psalm
Il Passover Psalm è un'opera corale-orchestrale per soprano, coro misto (SATB), orchestra e organo del compositore Erich Wolfgang Korngold che fu composta dallo stesso nel 1941 su commissione del Rabbi Jacob Sonderling, che dirigeva ai tempi la Society for Jewish Culture di Los Angeles. Questa cantata e la Prayer risalente a quello stesso anno sono ad oggi le uniche composizioni non secolari di Korngold.
Sonderling scrisse i testi dell'Haggadah che Korngold adattò, destinati al Salmo, che fu uno dei cinque brani commissionati da Sonderling stesso a una serie di grandi compositori emigrati in fuga dall'Olocausto a causa soprattutto del loro forte antifascismo, e l'opposizione convinta e pericolosa al regime nazista.
La prima esecuzione dell'opera stessa avvenne nel 1942, diretta dallo stesso compositore a Los Angeles e nel 2003, il direttore d'orchestra svizzero Marcello Viotti diresse una versione live di questo brano con l'Orchestra della Radio di Monaco e con la voce solista Emily Magee, che fu successivamente inserita in alcuni album antologici, per lo più di musica religiosa e in compilation quasi tutti a tema Korngold.
La composizione, che si compone di una cantata della durata di 9 minuti e 22 secondi, propone un perfetto confine tra il malinconico, il religioso e il cinematografico, e tutti questi temi influenzeranno lo stesso Korngold a fare di più con questa idea basica nelle sue opere successive, soprattutto quelle basate sulle colonne sonore dei film da lui composti. (Un esempio notevole è l'opera corale Tomorrow, che comporrà l'anno successivo a questa composizione e che baserà sulla sua colonna sonora per il film The Constant Nymph.) Questa composizione, solenne e con chiare influenze di Mahler, Brahms e Bruckner, prevede anche un pianoforte nei primi momenti e un organo durante gli epici minuti finali, che chiudono il tutto con un botto, augurando al mondo allora in guerra (la composizione è stata scritta durante l'ancora in corso Seconda guerra mondiale) di aprire alla speranza per un mondo giusto, pieno di pace, amore e armonia, e dove sempre il bene vince contro il male.

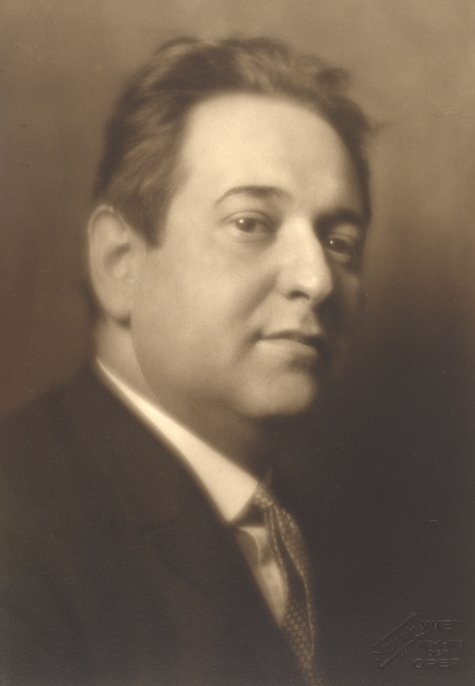
Il compositore della cantata Korngold nel 1927